# Нагаєво (Кадошкінський район)
Нага́єво (рос. Нагаево, ерз. Нагаєво) — село у складі Кадошкінського району Мордовії, Росія. Входить до складу Пушкінського сільського поселення.
Населення — 191 особа (2010; 260 у 2002).
Національний склад станом на 2002 рік:
- росіяни — 91 %